# Felipe Flores Chandía
Felipe Ignacio Flores Chandía (Santiago, Chile, 9 de enero de 1987) es un futbolista profesional chileno que se desempeña como extremo o centro delantero y actualmente milita en San Luis  de la Primera B de Chile.

## Trayectoria

### Colo Colo (2004-2008)
Debutó por Colo-Colo el 1 de agosto de 2004 en la primera fecha del Torneo de Clausura de ese año ante el archirrival la Universidad de Chile, en la victoria de su equipo por 1 a 0 debutando con solo 17 años. Su primer gol lo anotó dos meses después de haber debutado, el 30 de septiembre en un partido ante Santiago Wanderers disputado en el Estadio Elías Figueroa Brander de Valparaíso que terminó en triunfo albo 2-1. Para el Torneo Clausura 2005 marcó 3 goles, uno contra Everton de Viña del Mar, Coquimbo Unido y Universidad de Concepción, todos por la fase regular y todos terminaron en triunfos albos
A mediados de 2006, sufrió una rotura de ligamentos, que lo mantuvo fuera de las canchas durante seis meses.
Cesiones a O'Higgins y Cobreloa (2007)
Tras un paso conflictivo con Jorge Garcés en O'Higgins de Rancagua, fue enviado a préstamo a Cobreloa en julio de 2007, donde tuvo una destacada actuación marcando 5 goles por el Clausura 2007 haciendo tridente con Junior Fernandes y Esteban Paredes.
Cesión a Unión Española (2008)
A principios de 2008, fue cedido a préstamo a Unión Española donde, solo marcó 1 gol durante todo el año, y luego junto con Nicolás Canales fueron despedidos del plantel por indisciplina.

### Primera experiencia en el extranjero (2009)
En 2009, llegó a México al club Petroleros de Salamanca de la Liga de Ascenso de México, donde actuó en los 19 encuentros del Clausura 2009, marcando 10 goles.
Para el Torneo Apertura 2009 es contratado por Reboceros de la Piedad, equipo donde tuvo un complicado accionar debido a una lesión sufrida en el encuentro de la Fecha 9, motivo por el que sólo consiguió anotar tres goles en nueve encuentros disputados.

### Deportes Antofagasta (2010)
En enero de 2010, pese a encontrarse lesionado, es fichado por Deportes Antofagasta, donde solo jugó 1 partido, el 2 de mayo del 2010 ingresando al minuto 73' por Osman Huerta en el triunfo de local por la cuenta mínima sobre Deportes Iquique por la Primera B.

### Dorados de Sinaloa (2010-2011)
Luego regresa a México, siendo contratado por Dorados de Sinaloa, equipo de la Liga de Ascenso de México, anotando 11 goles durante su estadía en el club, siendo gran figura. 

### Santiago Morning (2011)
A mediados de 2011, regresó a Chile para fichar por Santiago Morning de la Primera División de Chile, anotó 5 goles en 11 encuentros durante el Clausura 2011 por los "microbuseros".

### Segundo paso por Cobreloa (2012)
En el año 2012 regresa a Cobreloa. Anotó su primer gol oficial en la igualdad 1-1 con Audax Italiano por la tercera jornada del Apertura 2012, tras 1 fecha sin marcar, volvió a inflar las redes anotando un doblete en el triunfo de visita 3-0 sobre Rangers de Talca, y en la sexta fecha marcó en la igualdad 2-2 con Deportes La Serena. Tras 9 fechas sin convertir, termina la sequía en la fecha 16 en el triunfo 3-1 sobre Santiago Wanderers en el puerto, y en la última fecha de la fase regular, anotó en la caída 1-2 con Unión Española, así lograron clasificar a los Playoffs con lo justo en el octavo lugar, donde fueron eliminados por la Universidad de Chile que después saldría tricampeón. Sus buenas actuaciones le permiten ser convocado a la selección chilena por Claudio Borghi. Sólo se mantuvo en Cobreloa por seis meses, ya que en junio pago una indemnización de 25 millones de pesos para salir del club, quedando con el pase en su poder.

### Regreso a Colo Colo (2012-2015)

#### 2012
El 6 de julio de 2012 se concreta su vuelta a Colo-Colo, siéndole asignado el dorsal 17. Logró su primer gol en su regreso al equipo albo el día 25 de agosto por la 8.ª fecha del Clausura 2012 en la victoria 3-1 contra Cobreloa. Luego en los próximos tres partidos por el Clausura 2012 convirtió 2 tantos contra Palestino en la victoria de visita por 0-3, 1 contra Huachipato en la victoria 3-0 y 1 contra Unión Española, donde nuevamente vencieron por 3-0. En el duelo ante Huachipato celebró sus gol besando el escudo en su camiseta y realizando el "paso de la muerte" inventado por el humorista Paul Vásquez. Tras tener un discreto rendimiento en algunos partidos, Flores volvió a anotar 2 goles en la última fecha de la fase regular en la goleada 5-1 frente a Audax Italiano el 10 de noviembre. Colo-Colo terminaría primero en la fase regular con 33 puntos, los mismos que la U, pero con mejor diferencia de gol, así consiguieron la clasificación a la Copa Sudamericana 2013. Sin embargo, en los Play-offs fueron eliminados por Unión Española en semifinales, tras derrotas por 3-1 en la ida y 0-2 en la vuelta.

#### 2013
Para el Torneo de Transición 2013, fue relegado a la banca por Omar Labruna, ingresando más desde el banco a 15 minutos de la finalización de los encuentros, solo pudo marcar 1 gol durante el primer semestre de 2013.
Tras el despido de Labruna, y llegada de Gustavo Benítez y posteriormente Héctor Tapia, Flores recuperó la titularidad de cara al Torneo de Apertura 2013, anotó un gol en la victoria por 4-1 de Colo-Colo frente a Deportes Iquique, el 18 de agosto por la cuarta fecha. Tras varias jornadas sin marcar, ingresando desde el banco le dio el triunfo a su equipo en la victoria 2-1 sobre Cobreloa por la undécima jornada. El 10 de noviembre, Felipe Flores anotó uno de los goles más importantes de su carrera, en los descuentos, convirtió el gol del triunfo 3 a 2 frente al archirrival, la U de Chile, por la fecha 14, y en la última fecha volvió a anotar en el triunfo de local 2-0 sobre Ñublense. Finalmente, terminó el Apertura 2013 con 4 anotaciones, estas, frente; Deportes Iquique, Cobreloa, U. de Chile y Ñublense, el equipo terminó octavo en la tabla de posiciones.

#### 2014
El 5 de enero del 2014 marcó su primer gol en el Torneo de Clausura en el triunfo 2-1 sobre Audax Italiano, encuentro válido por la primera jornada, en la cuarta fecha volvió a anotar mediante lanzamiento penal el 4-0 momentáneo de Colo Colo, en la goleada por 5-2 sobre Deportes Iquique en el Tierra de Campeones. Por la séptima fecha anotó su tercer gol en el torneo en el triunfo de local 3-1 ante Rangers. Por la novena fecha, volvió a anotar en el triunfo 3-2 sobre Cobresal en el Monumental, llegando a 4 goles, en la siguiente jornada anotaría su quinto gol en el Clausura 2014 en la goleada de visitante por 5-1 sobre Unión La Calera, en la fecha 12 anotó 1 gol en la goleada 3-0 sobre O'Higgins.
El 13 de abril de 2014, Felipe Flores inscribió su nombre en la historia de Colo Colo al marcar el gol que le dio la estrella 30 al cacique, contra Santiago Wanderers en un Estadio Monumental repleto, anotando el gol más importante de su carrera. Con dicha victoria, el club albo completó el puntaje necesario para la obtención de su estrella número 30. A la semana siguiente, marcó su octavo gol en el torneo en la igualdad 2-2 frente a Universidad Católica.
En el Clausura 2014 jugó 16 partidos, marcando 8 goles en los 1.281 minutos que estuvo en cancha, siendo el segundo goleador del equipo detrás de Esteban Paredes (16), Flores fue gran figura en la nueva estrella de Colo Colo, pero siempre estuvo a la sombra de referentes como Justo Villar, Gonzalo Fierro, Julio Barroso, Jaime Valdés y el mismo Paredes.
Para el Apertura 2014 llegaría Jean Beausejour para reforzar la banda izquierda, y así Flores tendría que remar desde atrás para volver a ganarse un puesto como titular. El 9 de noviembre volvió a marcar luego de 6 meses, en el dramático triunfo de Colo Colo por 2-1 sobre Audax Italiano por la fecha 14. Finalmente, terminaron en el tercer puesto en aquel torneo detrás de Santiago Wanderers (2°) y Universidad de Chile (1°).

#### 2015
Para el Clausura 2015 llegaron Luis Pedro Figueroa y el ídolo albo Humberto Suazo a reforzar el ataque albo, así Flores nuevamente tuvo su trabajar duro para ganarse un puesto de titular, estando desde la banca en los primeros partidos.
El 7 de febrero de 2015 anotó su primer gol por el Clausura 2015 en la goleada de local 4-1 sobre Barnechea, encuentro válido por la sexta fecha, en la siguiente volvió a anotar marcando ni más ni menos que el gol del triunfo en la sufrida victoria por 2-1 sobre Deportes Antofagasta. El 18 de febrero debutaron en el Grupo 1 de la Copa Libertadores 2015 contra Atlético Mineiro en el Estadio Monumental, los albos regresaban a la máxima competición continental luego de 4 años, y empezaron su travesía en la Copa con el pie derecho ganando por 2-0 de local, Flores marcó el primer gol de la noche al minuto 39' y al 84' fue sustituido por Claudio Baeza, bajo una ovación.
El 22 de abril, los albos se jugaban su pasaje a octavos de final de la Copa Libertadores 2015 ante Atlético Mineiro en el Estadio Arena Independencia en Brasil, finalmente el conjunto chileno caería por 2-0 ante los brasileños, quedando eliminados nuevamente en fase de grupos (fase que no pasa desde 2007), Flores ingresó en el entretiempo por Luis Pavez. El 26 de abril tuvo su tarde soñada con la camiseta Alba, al anotar un triplete (tres goles en un mismo partido) en la goleada 4-0 sobre Cobreloa en Calama por la fecha 16 del Clausura 2015.
Finalmente Colo Colo terminó segundo el Clausura 2015, detrás de Cobresal que se consagró campeón por primera vez del Fútbol Chileno. En dicho torneo, Flores disputó 17 encuentros marcando 5 goles en los 962 minutos que jugó, y por la Copa Libertadores 2015 jugó 5 partidos anotando 1 gol.
En mayo de 2015, una vez finalizado el Clausura 2015, Flores acordó con la dirigencia del equipo poner término a su vínculo con Colo-Colo. Su desvinculación se hizo efectiva el día 2 de junio.

### Primera División de México (2015 y 2017)

#### Xolos de Tijuana
El 12 de junio del 2015, fue presentado en el Club Tijuana de la Primera División de México. Anotó en su debut liguero en la caída 2-1 con Pachuca el día 25 de julio por la primera fecha del Apertura 2015. Durante su estadía en el club disputó ocho encuentros y anotó 3 goles. Sin embargo, el 5 de enero de 2016, fue separado del plantel por el nuevo entrenador del equipo, Miguel "Piojo" Herrera, quedando sin club.
El 22 de septiembre del 2016 se anunció su llegada al F.C. Dallas de la Major League Soccer de Estados Unidos, luego de estar ocho meses sin club. Sin embargo, esta información fue posteriormente desmentida por el club, quienes señalaron que Flores sólo se encontraba entrenando con el equipo.

#### Tiburones Rojos de Veracruz
El 10 de diciembre de 2016, se confirma su fichaje por los Tiburones Rojos de Veracruz, luego de prácticamente un año sin club. Pese a comenzar jugando con cierta regularidad, su nueva aventura en tierras aztecas duraría poco tiempo, pues, tras una polémica con Carlos Reinoso, entrenador del cuadro mexicano, dejó la institución de forma sorpresiva, jugando solo 10 partidos y marcando 1 solo gol (Por Copa MX).

### Deportes Antofagasta (2018-2020)
El 21 de enero de 2018 fue oficializado como nueva incorporación de Deportes Antofagasta de cara a disputar la temporada 2018, luego de diez meses sin actividad profesional, juega hasta 2020.

### Paso por el Ascenso chileno (2021-Actualidad)
En marzo de 2021 fue anunciado como nuevo jugador de AC Barnechea de la Primera B chilena. Tras una correcta campaña en lo individual, logrando además salvarse del descenso en lo grupal, en enero de 2022 es contratado por Magallanes de la misma división.

## Selección nacional

### Selección Sub-17
Disputó el Sudamericano Sub-17 de 2003 en Bolivia, certamen donde disputó cuatro encuentros y anotó un gol, siendo su selección eliminada en primera fase tras ubicarse en el tercer lugar del Grupo A por detrás de Brasil y Uruguay.
| Torneo                      | Sede    | Resultado    | Partidos | Goles |
| --------------------------- | ------- | ------------ | -------- | ----- |
| Sudamericano Sub-17 de 2003 | Bolivia | Primera fase | 4        | 1     |

### Selección Sub-20
En diciembre de 2006, fue nominado por José Sulantay para formar parte de la selección chilena sub-20 que disputó el Sudamericano de la categoría jugado en Paraguay durante enero de 2007, certamen en el que Chile finalizó en el cuarto lugar del hexagonal final, logrando clasificarse a la Copa Mundial Sub-20 de 2007 de Canadá.
| Torneo                      | Sede     | Resultado    | Partidos | Goles |
| --------------------------- | -------- | ------------ | -------- | ----- |
| Sudamericano Sub-20 de 2007 | Paraguay | Cuarto lugar | 4        | 1     |

### Selección adulta
Debido a sus buenas actuaciones en el Torneo Apertura 2012 jugando por Cobreloa, fue nominado por Claudio Borghi para disputar la Copa del Pacífico, instancia donde jugó los dos encuentros del certamen y anotó un gol en el partido de vuelta.
El día 2 de septiembre de 2012, fue nominado de emergencia, tras la lesión de Mauricio Pinilla para el duelo ante Colombia por las Clasificatorias a Brasil 2014.

### Partidos internacionales
Actualizado hasta el 11 de abril de 2012.
| 1     | 21 de marzo de 2012 | Carlos Dittborn, Arica, Chile | Chile      | 3-1 | Perú  |         | Copa del Pacífico 2012 |
| 2     | 11 de abril de 2012 | Jorge Basadre, Tacna, Perú    | Perú       | 0-3 | Chile | Anotado | Copa del Pacífico 2012 |
| Total | Total               | Total                         | Presencias | 2   | Goles | 1       |                        |

| Selección chilena | Selección chilena | Selección chilena |
| Año               | Partidos          | Goles             |
| ----------------- | ----------------- | ----------------- |
| 2012              | 2                 | 1                 |
| Total             | 2                 | 1                 |

## Estadísticas
| Club | Div.          | Temporada     | Liga  | Liga  | Liga   | Copas(1) | Copas(1) | Copas(1) | Torneos internacionales(2) | Torneos internacionales(2) | Torneos internacionales(2) | Total(3) | Total(3) | Total(3) | Media goleadora |
| Club | Div.          | Temporada     | Part. | Goles | Asist. | Part.    | Goles    | Asist.   | Part.                      | Goles                      | Asist.                     | Part.    | Goles    | Asist.   | Media goleadora |
| --- | ------------- | ------------- | ----- | ----- | ------ | -------- | -------- | -------- | -------------------------- | -------------------------- | -------------------------- | -------- | -------- | -------- | --------------- |
| Colo-Colo · Chile | 1.ª           | 2004          | 11    | 1     | 0      | —        | —        | —        | —                          | —                          | —                          | 11       | 1        | 0        | 0.09            |
| Colo-Colo · Chile | 1.ª           | 2005          | 14    | 4     | 0      | —        | —        | —        | —                          | —                          | —                          | 14       | 4        | 0        | 0.29            |
| Colo-Colo · Chile | 1.ª           | 2006          | 7     | 1     | 1      | —        | —        | —        | —                          | —                          | —                          | 7        | 1        | 1        | 0.14            |
| Colo-Colo · Chile | 1.ª           | 2012          | 16    | 7     | 4      | 3        | 0        | 1        | —                          | —                          | —                          | 19       | 7        | 5        | 0.37            |
| Colo-Colo · Chile | 1.ª           | 2013          | 13    | 1     | 0      | —        | —        | —        | —                          | —                          | —                          | 13       | 1        | 0        | 0.08            |
| Colo-Colo · Chile | 1.ª           | 2013-14       | 30    | 12    | 4      | 7        | 1        | 0        | 4                          | 0                          | 0                          | 41       | 13       | 4        | 0.32            |
| Colo-Colo · Chile | 1.ª           | 2014-15       | 33    | 6     | 9      | 6        | 1        | 2        | 5                          | 1                          | 0                          | 44       | 8        | 11       | 0.18            |
| Colo-Colo · Chile | Total club    | Total club    | 124   | 32    | 18     | 16       | 2        | 3        | 9                          | 1                          | 0                          | 149      | 35       | 21       | 0.23            |
| O'Higgins · Chile | 1.ª           | 2007          | 14    | 3     | 0      | —        | —        | —        | —                          | —                          | —                          | 14       | 3        | 0        | 0.21            |
| O'Higgins · Chile | Total club    | Total club    | 14    | 3     | 0      | 0        | 0        | 0        | 0                          | 0                          | 0                          | 14       | 3        | 0        | 0.21            |
| Cobreloa · Chile | 1.ª           | 2007          | 15    | 5     | 1      | —        | —        | —        | —                          | —                          | —                          | 15       | 5        | 1        | 0.33            |
| Cobreloa · Chile | 1.ª           | 2012          | 19    | 6     | 7      | —        | —        | —        | —                          | —                          | —                          | 19       | 6        | 7        | 0.32            |
| Cobreloa · Chile | Total club    | Total club    | 34    | 11    | 8      | 0        | 0        | 0        | 0                          | 0                          | 0                          | 34       | 11       | 8        | 0.32            |
| Unión Española · Chile | 1.ª           | 2008          | 8     | 1     | 0      | —        | —        | —        | —                          | —                          | —                          | 8        | 1        | 0        | 0.13            |
| Unión Española · Chile | Total club    | Total club    | 8     | 1     | 0      | 0        | 0        | 0        | 0                          | 0                          | 0                          | 8        | 1        | 0        | 0.13            |
| Salamanca · México | 2.ª           | 2008-09       | 19    | 10    | 0      | —        | —        | —        | —                          | —                          | —                          | 19       | 10       | 0        | 0.53            |
| Salamanca · México | Total club    | Total club    | 19    | 10    | 0      | 0        | 0        | 0        | 0                          | 0                          | 0                          | 19       | 10       | 0        | 0.53            |
| La Piedad · México | 2.ª           | 2009-10       | 9     | 3     | 0      | —        | —        | —        | —                          | —                          | —                          | 9        | 3        | 0        | 0.33            |
| La Piedad · México | Total club    | Total club    | 9     | 3     | 0      | 0        | 0        | 0        | 0                          | 0                          | 0                          | 9        | 3        | 0        | 0.33            |
| Deportes Antofagasta Chile | 2.ª           | 2010          | 1     | 0     | 0      | —        | —        | —        | —                          | —                          | —                          | 1        | 0        | 0        | 0.00            |
| Deportes Antofagasta Chile | 1.ª           | 2018          | 28    | 1     | 7      | 2        | 1        | 1        | —                          | —                          | —                          | 30       | 2        | 8        | 0.07            |
| Deportes Antofagasta Chile | 1.ª           | 2019          | 20    | 5     | 1      | 1        | 0        | 0        | 2                          | 0                          | 0                          | 23       | 5        | 1        | 0.22            |
| Deportes Antofagasta Chile | 1.ª           | 2020          | 20    | 1     | 2      | —        | —        | —        | —                          | —                          | —                          | 20       | 1        | 2        | 0.05            |
| Deportes Antofagasta Chile | Total club    | Total club    | 69    | 7     | 10     | 3        | 1        | 1        | 2                          | 0                          | 0                          | 74       | 8        | 11       | 0.11            |
| Dorados de Sinaloa · México | 2.ª           | 2010          | 16    | 8     | 0      | —        | —        | —        | —                          | —                          | —                          | 16       | 8        | 0        | 0.5             |
| Dorados de Sinaloa · México | 2.ª           | 2011          | 16    | 3     | 0      | —        | —        | —        | —                          | —                          | —                          | 16       | 3        | 0        | 0.19            |
| Dorados de Sinaloa · México | Total club    | Total club    | 32    | 11    | 0      | 0        | 0        | 0        | 0                          | 0                          | 0                          | 32       | 11       | 0        | 0.34            |
| Santiago Morning · Chile | 1.ª           | 2011          | 11    | 5     | 2      | 1        | 0        | 0        | —                          | —                          | —                          | 12       | 5        | 2        | 0.42            |
| Santiago Morning · Chile | Total club    | Total club    | 11    | 5     | 2      | 1        | 0        | 0        | 0                          | 0                          | 0                          | 12       | 5        | 2        | 0.42            |
| Colo-Colo 'B' · Chile | 3.ª           | 2013          | 2     | 2     | 0      | —        | —        | —        | —                          | —                          | —                          | 2        | 2        | 0        | 1               |
| Colo-Colo 'B' · Chile | Total club    | Total club    | 2     | 2     | 0      | 0        | 0        | 0        | 0                          | 0                          | 0                          | 2        | 2        | 0        | 1               |
| Tijuana · México | 1.ª           | 2015-16       | 6     | 1     | 0      | 2        | 2        | 0        | —                          | —                          | —                          | 8        | 3        | 0        | 0.38            |
| Tijuana · México | Total club    | Total club    | 6     | 1     | 0      | 2        | 2        | 0        | 0                          | 0                          | 0                          | 8        | 3        | 0        | 0.38            |
| Veracruz · México | 1.ª           | 2016-17       | 7     | 0     | 1      | 3        | 1        | 0        | —                          | —                          | —                          | 10       | 1        | 1        | 0.1             |
| Veracruz · México | Total club    | Total club    | 7     | 0     | 1      | 3        | 1        | 0        | 0                          | 0                          | 0                          | 10       | 1        | 1        | 0.1             |
| Barnechea · Chile | 2.ª           | 2021          | 25    | 10    | 2      | 3        | 1        | 0        | —                          | —                          | —                          | 28       | 11       | 2        | 0.39            |
| Barnechea · Chile | Total club    | Total club    | 25    | 10    | 2      | 3        | 1        | 0        | 0                          | 0                          | 0                          | 28       | 11       | 2        | 0.39            |
| Magallanes · Chile | 2.ª           | 2022          | 31    | 7     | 9      | 6        | 2        | 0        | —                          | —                          | —                          | 37       | 9        | 9        | 0.24            |
| Magallanes · Chile | 1.ª           | 2023          | 25    | 4     | 2      | 5        | 2        | 0        | 8                          | 2                          | 0                          | 38       | 8        | 2        | 0.21            |
| Magallanes · Chile | Total club    | Total club    | 56    | 11    | 11     | 11       | 4        | 0        | 8                          | 2                          | 0                          | 75       | 17       | 11       | 0.23            |
| Limache · Chile | 2.ª           | 2024          | 36    | 7     | 3      | 1        | 0        | 0        | —                          | —                          | —                          | 37       | 7        | 3        | 0.19            |
| Limache · Chile | Total club    | Total club    | 36    | 7     | 3      | 1        | 0        | 0        | 0                          | 0                          | 0                          | 37       | 7        | 3        | 0.19            |
| San Luis · Chile | 2.ª           | 2025          | 6     | 3     | 0      | 3        | 0        | 0        | —                          | —                          | —                          | 9        | 3        | 0        | 0.33            |
| San Luis · Chile | Total club    | Total club    | 6     | 3     | 0      | 3        | 0        | 0        | 0                          | 0                          | 0                          | 9        | 3        | 0        | 0.33            |
| Total carrera | Total carrera | Total carrera | 458   | 117   | 55     | 43       | 11       | 4        | 19                         | 3                          | 0                          | 520      | 131      | 59       | 0.25            |
| (1) Incluye datos de Copa Chile y Copa México. (2) Incluye datos de Copa Sudamericana y Copa Libertadores. (3) No incluye goles en partidos amistosos. |               |               |       |       |        |          |          |          |                            |                            |                            |          |          |          |                 |

## Palmarés

### Campeonatos nacionales
| Título             | Equipo     | País  | Año    |
| ------------------ | ---------- | ----- | ------ |
| Primera División   | Colo-Colo  | Chile | 2006-A |
| Primera División   | Colo-Colo  | Chile | 2006-C |
| Primera División   | Colo-Colo  | Chile | 2014-C |
| Primera B          | Magallanes | Chile | 2022   |
| Copa Chile         | Magallanes | Chile | 2022   |
| Supercopa de Chile | Magallanes | Chile | 2023   |